# Sapin de Noël du Rockefeller Center

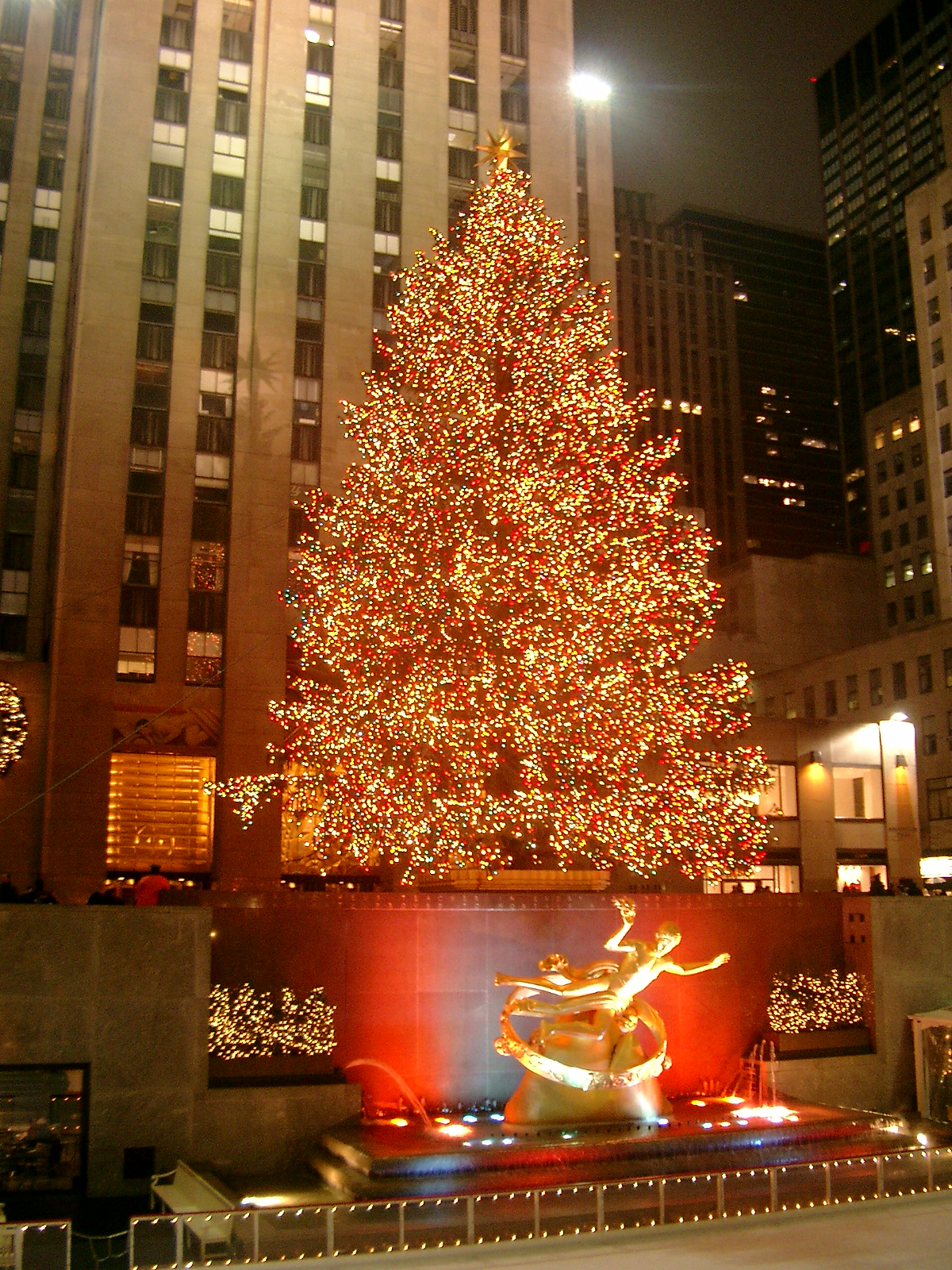
Le sapin de Noël du Rockefeller Center, avec à son pied la statue de Prométhée.

Le sapin de Noël du Rockefeller Center est l'un des arbres de Noël les plus célèbres des États-Unis. Il est mis en place chaque année à la fin du mois de novembre sur l'esplanade du Rockefeller Center de New York. La mise en lumière est d'ailleurs retransmise sur la chaîne NBC, dont le siège est situé dans l'un des gratte-ciels du Rockefeller Center, le GE Building, le plus haut du complexe. L'arbre choisi, souvent un épicéa mesure en moyenne entre 23 et 27 mètres, et est devenu un véritable symbole de la ville en période de Noël depuis la première fois qu'il a été installé, en 1931.

## Sélection et décoration
La recherche de l'arbre se fait grâce à un hélicoptère, qui scrute les forêts dans les États du Connecticut, du Vermont, de l'Ohio, ainsi que dans la région d'Ottawa, au Canada. Mais depuis 1994, l'arbre provient toujours des États-Unis. Une fois qu'un arbre convenable est localisé, une grue est utilisée pour le soutenir pendant qu'on le coupe. Le sapin est ensuite transporté grâce à un poids lourd télescopique, qui peut transporter des arbres d'une hauteur maximale de 38 mètres. 
Une fois exposé sur le site du Rockefeller Center, l'arbre est soutenu par quatre câbles métalliques, rattachés à son point central, alors que sa base est en acier. Pour mettre en place les 30 000 illuminations du sapin, et les huit kilomètres de câbles électriques, un échafaudage est chaque année assemblé autour de l'arbre. L'actuelle étoile qui orne le sommet du sapin depuis 2004 est haute de 2,9 mètres, et pèse 250 kg. 
Une fois les fêtes de fin d'année passées, l'arbre est recyclé, et utilisé dans plusieurs domaines, notamment pour faire du paillis, mais aussi pour fabriquer les haies de la United States Equestrian Team (équipe équestre des États-Unis).

## Histoire

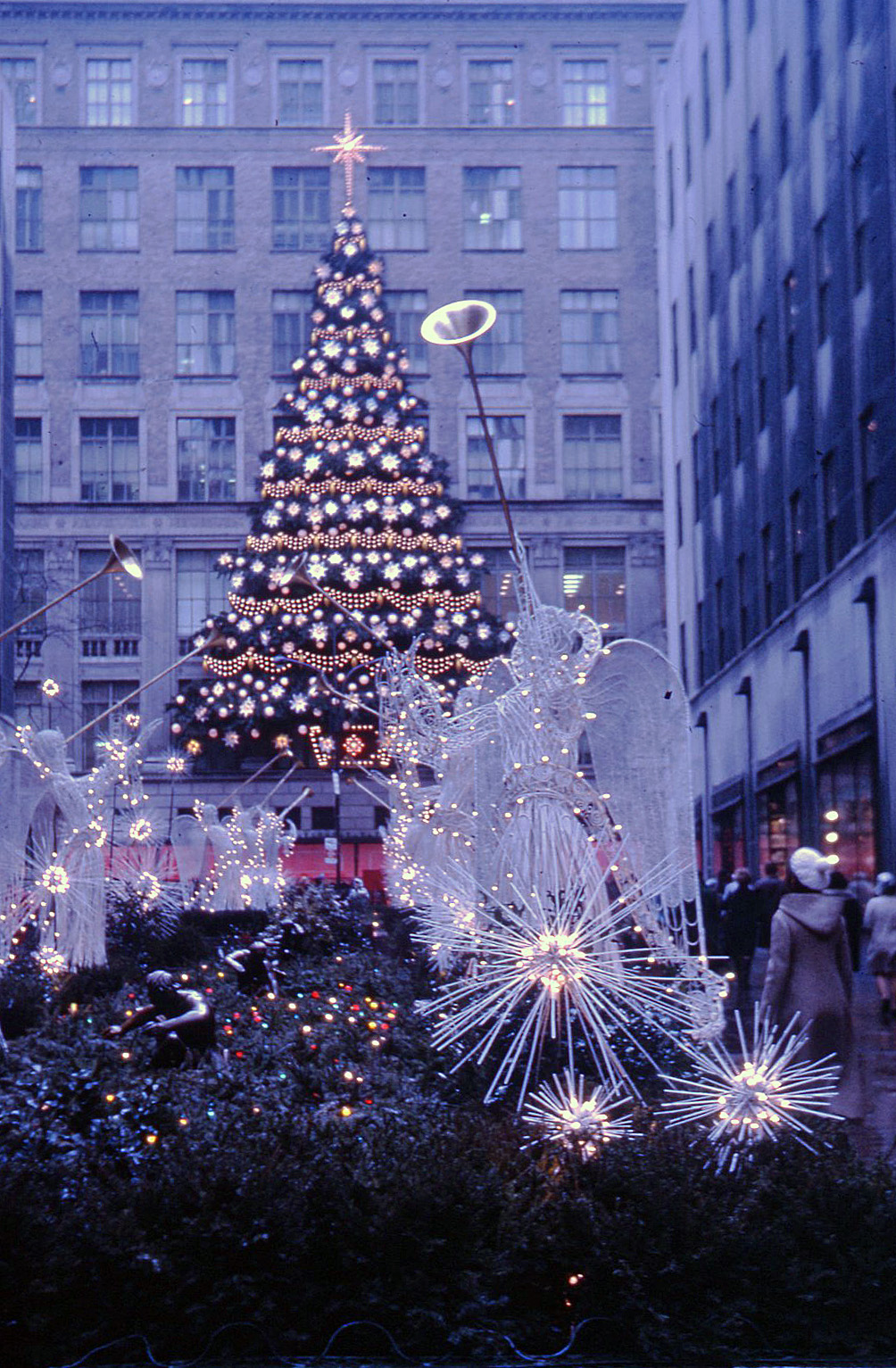
Sapin du Rockefeller Center en 1970.

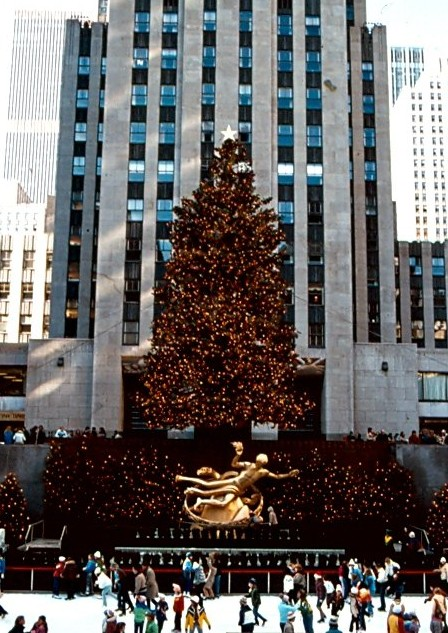
Sapin de Noël du Rockefeller Center en 1981.

Le premier arbre de Noël du Rockefeller Center est érigé en 1931, pendant la construction du building, en pleine période de Grande Dépression. Les ouvriers décorent un sapin baumier de 20 pieds (6,1 m) avec des guirlandes de canneberges et de papier ainsi que quelques boîtes de conserve, la veille de Noël. Avec l'éclairage du premier arbre officiel de 15 m deux ans plus tard, l'arbre devient un véritable repère à la période des fêtes pour les New-Yorkais et les visiteurs. Une patinoire est ouverte sous l'arbre sur la place en 1936. Depuis lors, l'arbre de Noël du Rockefeller Center est une tradition annuelle. 
Durant la Seconde Guerre mondiale l'arbre est orné de décorations simples et patriotiques, notamment des boules rouges, blanches et bleues non éclairées et des étoiles en bois peintes. En 1942, au lieu d'un grand arbre, trois arbres plus modestes sont élevés, chacun décoré dans l'une des couleurs du drapeau. De 1944 jusqu'à la fin de la guerre en 1945, l'arbre est éteint en raison de la réglementation en matière d'interdiction lumineuse. Une fois le conflit terminé, six projecteurs de lumière ultraviolette sont utilisés pour donner l'impression que les 700 globes fluorescents de l'arbre brillent dans l'obscurité. Dans les années 1950, les ouvriers commencent à utiliser des échafaudages pour décorer l'arbre, car il est de plus en plus grand. Avant la fin de la décennie, le processus de décoration nécessite 20 ouvriers et neuf jours. En 1951, c'est la première fois que NBC retransmet à la télévisé l'illumination de l'arbre au cours d'une émission spéciale sur The Kate Smith Show. En 1969, les anges trompettistes de l'artiste Valerie Clarebout sont ajoutés aux jardins de la Manche (Channel Gardens) devant l'arbre, près de la Cinquième Avenue,.
L'arbre de 1971, originaire d'East Montpelier, Vermont, est le premier à être paillé et recyclé. Il est transformé en 30 sacs de paillis pour les sentiers naturels du haut de Manhattan. Bien que l'arbre effectue généralement son voyage sur une plate-forme de camion, en 1998, il est transporté par avion depuis Richfield, Ohio, dans le plus grand avion de transport du monde. En 1999 est présenté le plus grand arbre du Rockefeller Center, une épinette de 100 pieds (30 m) de Killingworth, Connecticut.
En 2001, à la suite des attentats du 11 septembre, l'arbre est de nouveau décoré dans des tons de rouge, blanc et bleu. En 2007, l'arbre devient « vert », se convertissant à un éclairage économe en énergie avec des LED,. Les diodes électroluminescentes utilisent 1 200 kilowatts d'électricité de moins par jour, assez pour alimenter une maison de 186 m2 pendant un mois. Aussi, chaque année depuis 2007, l'arbre est débité en bois d'ouvrage et donné à Habitat for Humanity International pour la construction de maison. Depuis 2011, la cérémonie d'illumination des arbres est suivie du chant de Noël Joy to the World, qui est interprétée depuis 2018 par la chorale Main Street Gospel.
Le 16 novembre 2020, une femelle adulte chouette du Nord est retrouvée déshydratée et affamée dans les branches de l'arbre nouvellement livré lors de son installation. L'oiseau est découvert par des ouvriers qui ont transporté l'arbre depuis Oneonta, New York. Il est baptisé Rockefeller (Rocky) et est emmené dans un centre pour un examen et soigné avant d'être relâché au centre de la faune à Saugerties, New York,,,,.

### Détails par années
| Année | Localisation d'origine        | Type d'arbre     | Hauteur           | Cérémonie d'illumination/autre                             |
| ----- | ----------------------------- | ---------------- | ----------------- | ---------------------------------------------------------- |
| 1933  |                               | Sapin baumier    | 50 pi (15,24 m)   |                                                            |
| 1934  | Babylon, New York             | Épicéa commun    | 70 pi (21,336 m)  | 20 décembre 1934                                           |
| 1935  |                               | Épicéa commun    | 80 pi (24,384 m)  |                                                            |
| 1936  | Morristown, New Jersey        | Épicéa commun    | 70 pi (21,336 m)  | Arbres jumeaux avec ajout de la patinoire                  |
| 1937  | Allamuchy, New Jersey         | Épicéa commun    | 70 pi (21,336 m)  | Arbres jumeaux                                             |
| 1938  |                               | Épicéa commun    | 70 pi (21,336 m)  | 19 décembre 1938 / Arbres jumeaux                          |
| 1939  | Town Unknown, New Jersey      | Épicéa commun    | 75 pi (22,86 m)   | décoré uniquement avec des projecteurs et une étoile       |
| 1940  | Hyde Park, New York           | Épicéa commun    | 88 pi (26,8224 m) |                                                            |
| 1941  |                               | Épicéa commun    | 83 pi (25,2984 m) |                                                            |
| 1942  | Huntington, New York,         | Épicéa commun    | 50 pi (15,24 m)   | Trois arbres sans lumières, peints en rouge, blanc et bleu |
| 1944  | Long Island, New York         | Épicéa commun    | 65 pi (19,812 m)  | Éteint depuis 1941. Connu sous le nom "The Dark Trees"     |
| 1945  | Syosset, New York             | Norman spruce    | 55 pi (16,764 m)  | 14 décembre 1945                                           |
| 1946  | Syosset, New York             | Épicéa commun    | 75 pi (22,86 m)   |                                                            |
| 1947  | Deer Park, New York           | Épicéa commun    | 65 pi (19,812 m)  |                                                            |
| 1948  | Mount Kisco, New York         | Épicéa commun    | 90 pi (27,432 m)  | 10 décembre 1948                                           |
| 1949  | Yaphank, New York             | Épicéa commun    | 75 pi (22,86 m)   | 9 décembre 1949 / Peint en blanc                           |
| 1950  | Mount Kisco, New York         | Épicéa commun    | 85 pi (25,908 m)  |                                                            |
| 1951  | Lake Ronkonkoma, New York     | Épicéa commun    | 82 pi (24,9936 m) |                                                            |
| 1952  | Allamuchy, New Jersey,        | Épicéa commun    | 85 pi (25,908 m)  | de Peter Stuyvesant                                        |
| 1953  | Morristown, New Jersey        | Épicéa commun    | 75 pi (22,86 m)   |                                                            |
| 1954  | Belvidere, New Jersey         | Épicéa commun    | 65 pi (19,812 m)  |                                                            |
| 1955  | Belvidere, New Jersey         | Épicéa commun    | 65 pi (19,812 m)  |                                                            |
| 1956  | Whitefield, New Hampshire,    | Épinette blanche | 64 pi (19,5072 m) | 6 décembre 1956                                            |
| 1957  | Island Pond, Vermont,         | Épinette blanche | 67 pi (20,4216 m) |                                                            |
| 1958  | Madison, Maine                | Épinette blanche | 64 pi (19,5072 m) | 11 décembre 1958                                           |
| 1959  | Podunk, Massachusetts         | Épicéa commun    | 70 pi (21,336 m)  | 10 décembre 1959                                           |
| 1960  | North Harford, Pennsylvanie,  | Épicéa commun    | 80 pi (24,384 m)  |                                                            |
| 1961  | Smithtown, New York           | Épicéa commun    | 85 pi (25,908 m)  | 7 décembre 1961                                            |
| 1962  | Greenville, Maine             | Épinette blanche | 67 pi (20,4216 m) | 6 décembre 1962                                            |
| 1963  | Hurley, New York,             | Épicéa commun    | 60 pi (18,288 m)  | 12 décembre 1963                                           |
| 1964  | Lake Carmel, New York         | Épicéa commun    | 60 pi (18,288 m)  | 10 décembre 1964                                           |
| 1965  | Darien, Connecticut           | Épicéa commun    | 60 pi (18,288 m)  | 9 décembre 1965                                            |
| 1966  | Ottawa, Canada                | Épinette blanche | 64 pi (19,5072 m) |                                                            |
| 1967  | Coventry, Vermont             | Sapin baumier    | 65 pi (19,812 m)  |                                                            |
| 1968  | Holland, Vermont              | Épinette blanche | 60 pi (18,288 m)  |                                                            |
| 1969  | Saranac Lake, New York        | Sapin baumier    | 70 pi (21,336 m)  | 11 décembre 1969                                           |
| 1970  | Coventry, Vermont             | Épinette blanche | 60 pi (18,288 m)  |                                                            |
| 1971  | East Montpelier, Vermont      | Sapin baumier    | 65 pi (19,812 m)  |                                                            |
| 1972  | Old Bridge, New Jersey        | Épicéa commun    | 65 pi (19,812 m)  |                                                            |
| 1973  | Tenafly, New Jersey           | Épicéa commun    | 65 pi (19,812 m)  |                                                            |
| 1974  | Lehighton, Pennsylvania       | Épicéa commun    | 63 pi (19,2024 m) |                                                            |
| 1975  | New Canaan, Connecticut       | Sapin baumier    | 59 pi (17,9832 m) |                                                            |
| 1976  | Montclair, New Jersey         | Épinette blanche | 65 pi (19,812 m)  |                                                            |
| 1977  | Dixfield, Maine               | Épinette blanche | 65 pi (19,812 m)  |                                                            |
| 1978  | Mahwah, New Jersey            | Épicéa commun    | 75 pi (22,86 m)   |                                                            |
| 1979  | Spring Valley, New York       | Épicéa commun    | 65 pi (19,812 m)  |                                                            |
| 1980  | Mahwah, New Jersey            | Épicéa commun    | 70 pi (21,336 m)  | 8 décembre 1980                                            |
| 1981  | West Danville, Vermont        | Épinette blanche | 65 pi (19,812 m)  | 7 décembre 1981                                            |
| 1982  | Mahwah, New Jersey            | Épicéa commun    | 70 pi (21,336 m)  | 6 décembre 1982                                            |
| 1983  | Valley Cottage, New York      | Épicéa commun    | 75 pi (22,86 m)   | 5 décembre 1983                                            |
| 1984  | Far Hills, New Jersey         | Épicéa commun    | 75 pi (22,86 m)   | 3 décembre 1984                                            |
| 1985  | Harveyville, Pennsylvanie     | Épicéa commun    | 75 pi (22,86 m)   | 9 décembre 1985                                            |
| 1986  | Nanuet, New York              | Épicéa commun    | 68 pi (20,7264 m) | 1er décembre 1986                                          |
| 1987  | Suffern, New York             | Épicéa commun    | 75 pi (22,86 m)   | 1er décembre 1987                                          |
| 1988  | Raritan Township, New Jersey  | Épicéa commun    | 75 pi (22,86 m)   |                                                            |
| 1989  | Montebello, New York          | Épicéa commun    | 70 pi (21,336 m)  |                                                            |
| 1990  | West Norwalk, Connecticut     | Épicéa commun    | 75 pi (22,86 m)   |                                                            |
| 1991  | Suffern, New York             | Épicéa commun    | 65 pi (19,812 m)  | 3 décembre 1991                                            |
| 1992  | Stony Point, New York         | Épicéa commun    | 65 pi (19,812 m)  |                                                            |
| 1993  | Nanuet, New York              | Épicéa commun    | 85 pi (25,908 m)  |                                                            |
| 1994  | Ridgefield, Connecticut       | Épicéa commun    | 85 pi (25,908 m)  | 2 décembre 1994                                            |
| 1995  | Mendham Borough, New Jersey   | Épicéa commun    | 75 pi (22,86 m)   | 5 décembre 1995                                            |
| 1996  | Armonk, New York              | Épicéa commun    | 90 pi (27,432 m)  | 3 décembre 1996                                            |
| 1997  | Stony Point, New York         | Épicéa commun    | 70 pi (21,336 m)  | 2 décembre 1997                                            |
| 1998  | Richfield, Ohio               | Épicéa commun    | 75 pi (22,86 m)   | 2 décembre 1998                                            |
| 1999  | Killingworth, Connecticut     | Épicéa commun    | 100 pi (30,48 m)  | 1er décembre 1999                                          |
| 2000  | Buchanan, New York            | Épicéa commun    | 80 pi (24,384 m)  | 29 novembre 2000                                           |
| 2001  | Wayne, New Jersey             | Épicéa commun    | 81 pi (24,6888 m) | 28 novembre 2001                                           |
| 2002  | Bloomsbury, New Jersey        | Épicéa commun    | 76 pi (23,1648 m) | 4 décembre 2002                                            |
| 2003  | Manchester, Connecticut       | Épicéa commun    | 79 pi (24,0792 m) | 3 décembre 2003                                            |
| 2004  | Suffern, New York             | Épicéa commun    | 71 pi (21,6408 m) | 30 novembre 2004                                           |
| 2005  | Wayne, New Jersey             | Épicéa commun    | 74 pi (22,5552 m) | 30 novembre 2005                                           |
| 2006  | Ridgefield, Connecticut       | Épicéa commun    | 88 pi (26,8224 m) | 29 novembre 2006                                           |
| 2007  | Shelton, Connecticut          | Épicéa commun    | 84 pi (25,6032 m) | 28 novembre 2007                                           |
| 2008  | Hamilton Township, New Jersey | Épicéa commun    | 72 pi (21,9456 m) | 3 décembre 2008                                            |
| 2009  | Easton, Connecticut           | Épicéa commun    | 76 pi (23,1648 m) | 2 décembre 2009                                            |
| 2010  | Mahopac, New York             | Épicéa commun    | 74 pi (22,5552 m) | 30 novembre 2010                                           |
| 2011  | Mifflinville, Pennsylvanie    | Épicéa commun    | 74 pi (22,5552 m) | 30 novembre 2011                                           |
| 2012  | Flanders, New Jersey          | Épicéa commun    | 80 pi (24,384 m)  | 28 novembre 2012                                           |
| 2013  | Shelton, Connecticut          | Épicéa commun    | 76 pi (23,1648 m) | 4 décembre 2013                                            |
| 2014  | Danville, Pennsylvanie        | Épicéa commun    | 85 pi (25,908 m)  | 3 décembre 2014                                            |
| 2015  | Gardiner, New York            | Épicéa commun    | 78 pi (23,7744 m) | 2 décembre 2015                                            |
| 2016  | Oneonta, New York             | Épicéa commun    | 94 pi (28,6512 m) | 30 novembre 2016                                           |
| 2017  | State College, Pennsylvanie   | Épicéa commun    | 75 pi (22,86 m)   | 29 novembre 2017                                           |
| 2018  | Wallkill, New York            | Épicéa commun    | 72 pi (21,9456 m) | 28 novembre 2018                                           |
| 2019  | Florida, New York             | Épicéa commun    | 77 pi (23,4696 m) | 4 décembre 2019                                            |
| 2020  | Oneonta, New York             | Épicéa commun    | 75 pi (22,86 m)   | 2 décembre 2020                                            |
| 2021  | Elkton, Maryland              | Épicéa commun    | 79 pi (24,0792 m) | 1er décembre 2021                                          |
| 2022  | Queensbury, New York          | Épicéa commun    | 82 pi (24,9936 m) | 30 novembre 2022                                           |